# Tatneft
Tatneft (en ruso: ОАО «Татнефть») es una empresa petrolera y de gas natural rusa con sede en la ciudad de Almetyevsk, en la República de Tartaristán. Fue fundada en 1950 tras la fusión de varias empresas locales y es el sexto mayor productor de petróleo de Rusia.
El principal accionista de la compañía es la República de Tartaristán, que ejerce su control a través de su holding Svyazinvestneftekhim, que posee el 34% de Tatneft. El Gobierno de Tartaristán también cuenta con una acción de oro de la compañía.

## Historia
La Asociación de Producción "Tatneft" fue creada por el Consejo de Ministros de la URSS en 1950 como parte de fideicomisos varios. En 1994 se convirtió en una corporación. En 2003, la compañía trató de adquirir una participación mayoritaria en la compañía petrolera turca TUPRAS.

## Actividad

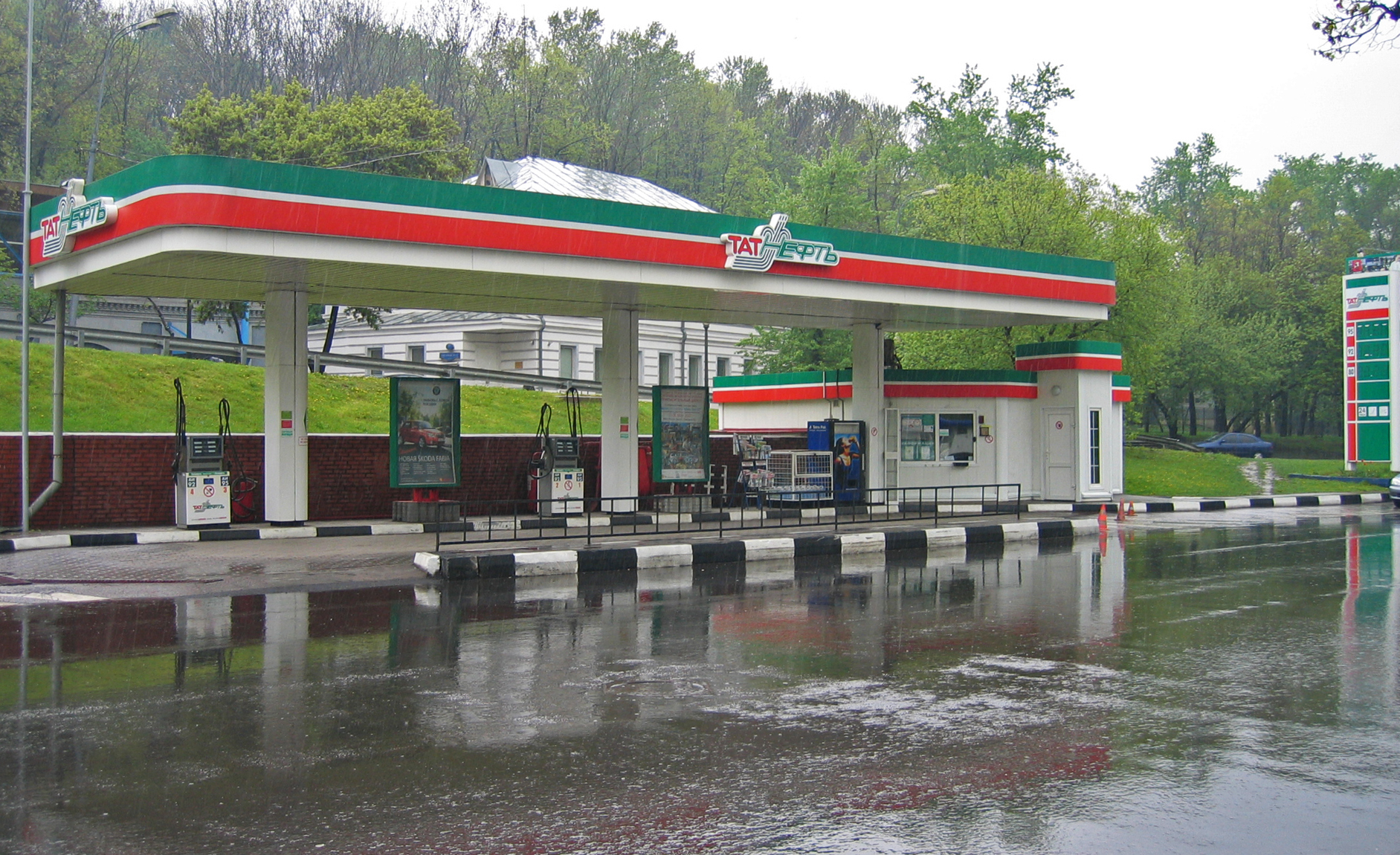
Estación de servicio de Tatneft en Moscú.

A 31 de diciembre de 2007, Tatneft tenía reservas probadas totales de aproximadamente 862 millones de toneladas de crudo operando en 77 campos petrolíferos, incluyendo el campo principal de la empresa, Romashkino, con una capacidad total de producción de 25 millones de toneladas de petróleo y 700 millones de toneladas de gas al año. Otros campos de petróleo son los principales situados en Novo-Yelokhov y Bavly. Lejos de Rusia, Tatneft lleva a cabo operaciones de exploración y producción en Libia, Angola, Siria, Irán, Vietnam, Omán y Arabia Saudí.
A partir del 1 de julio de 2010, Tatneft tenía 626 estaciones de servicio, de los cuales 490 se encuentran en el territorio de la Federación Rusa y 136 se encuentran en Ucrania. En septiembre de 2007, Tatneft formó una alianza estratégica con Royal Dutch Shell para explotar el petróleo crudo pesado (bitumen) de producción en Tatarstán. También consideró un acuerdo similar con Chevron.
Tatneft, mediante su filial TANEKO, está construyendo una refinería y un complejo petroquímico en Nizhnekamsk, que tiene intención de ponerlo en funcionamiento en distintas fases de 2009 y 2011-2012. El complejo incluirá refinerías con una capacidad de siete millones de toneladas por año, una planta de conversión de aceite de profundidad de 3,5 millones de toneladas por año y una planta petroquímica, que producirá alquilbenceno lineal para la producción de materiales de limpieza y lubricantes de petróleo, ácido tereftálico y paraxileno para la producción de fibras de poliéster (u1074), películas de celofán y botellas, y polipropileno. El complejo tendrá un costo de alrededor de tres mil millones de dólares, de los cuales dos mil millones se invirtieron en 2008, y alrededor de 1,2 mil millones en 2009.